# Magic Photo
MagicPhoto（マジックフォト）は、東京スポーツの写真部に所属していたカメラマン・芳本栄の撮影した写真を、芳本の長男である芳本賢次により販売及び貸し出しを行っている。

## 概要
カメラマンの芳本栄が撮影をしたプロレスやゴルフの写真を主に取り扱っている。撮影された時代はデジタルカメラが無くフィルムによる撮影だったため、デジタル化したデータでの商品提供を行っている。

## 商品内容
主に1960年代から1970年代のロサンゼルスでのプロレス写真や青木功、岡本綾子、小林浩美等のプロゴルファーの写真が取り扱われている。
現在主な商品はフォトエージェンシーである株式会社AFLOにて雑誌・テレビ媒体への貸出業務を行っている。